# Самар-Дашт (Тафреш)
Самар-Дашт (перс. ثمردشت) — село в Ірані, у дегестані Рудбар, в Центральному бахші, шагрестані Тафреш остану Марказі. За даними перепису 2006 року, його населення становило 109 осіб, що проживали у складі 28 сімей.

## Клімат
Середня річна температура становить 15,07°C, середня максимальна – 33,95°C, а середня мінімальна – -8,04°C. Середня річна кількість опадів – 264 мм.
| Клімат поселення                              | Клімат поселення | Клімат поселення | Клімат поселення | Клімат поселення | Клімат поселення | Клімат поселення | Клімат поселення | Клімат поселення | Клімат поселення | Клімат поселення | Клімат поселення | Клімат поселення | Клімат поселення |
| Показник                                      | Січ.             | Лют.             | Бер.             | Квіт.            | Трав.            | Черв.            | Лип.             | Серп.            | Вер.             | Жовт.            | Лист.            | Груд.            |                  |
| Середній максимум, °C                         | 9,81             | 12,23            | 17,72            | 24,06            | 28,90            | 33,63            | 33,95            | 33,02            | 29,18            | 23,20            | 16,63            | 10,04            |                  |
| Середня температура, °C                       | 0,88             | 3,30             | 8,79             | 15,13            | 19,96            | 24,71            | 27,62            | 26,70            | 22,86            | 16,87            | 10,32            | 3,71             |                  |
| Середній мінімум, °C                          | −8,04            | −5,62            | −0,15            | 6,20             | 11,05            | 15,78            | 21,30            | 20,38            | 16,52            | 10,54            | 3,99             | −2,61            |                  |
| Норма опадів, мм                              | 39               | 36               | 46               | 34               | 26               | 4                | 1                | 1                | 0                | 12               | 25               | 40               |                  |
| Середньомісячна швидкість вітру, м/с          | 1.90             | 2.13             | 2.70             | 3.11             | 2.92             | 2.75             | 2.92             | 2.69             | 2.35             | 2.31             | 1.98             | 1.40             |                  |
| Середньомісячна сонячна радіація, кДж/м²·день | 8884             | 12073            | 14549            | 18092            | 22079            | 26451            | 25852            | 23701            | 20347            | 14916            | 10809            | 8745             |                  |
| --------------------------------------------- | ---------------- | ---------------- | ---------------- | ---------------- | ---------------- | ---------------- | ---------------- | ---------------- | ---------------- | ---------------- | ---------------- | ---------------- | ---------------- |
| Джерело:                                      |                  |                  |                  |                  |                  |                  |                  |                  |                  |                  |                  |                  |                  |